# Bernd Seebacher
Bernd Seebacher (* 15. Oktober 1948 in Bludenz) ist ein österreichischer Schauspieler.

## Leben
Seebacher absolvierte eine Schauspielausbildung am Max Reinhardt Seminar in Wien. Sein erstes Engagement hatte er ab Mitte der 1970er Jahre an der Freien Volksbühne in Berlin unter dem Intendanten Kurt Hübner. Es folgten weitere Festengagements am Schauspiel Bonn und am Zürcher Schauspielhaus unter der Intendanz von Gerhard Klingenberg. Seit 1983 ist Seebacher als freier Schauspieler tätig. Er hatte Gastengagements am Berliner Renaissance-Theater, am Stuttgarter Schauspielhaus, am Theater Freiburg und am Atelier-Theater in Bern.
Auf der Bühne interpretierte Seebacher ein breites Repertoire, das Stücke von William Shakespeare, die deutschen Autoren der Klassik und Romantik, das Theater der Jahrhundertwende, aber auch Stücke der Moderne und des zeitgenössischen Theaters umfasste. 1978 spielte er am Schauspielhaus Zürich gemeinsam mit Eva Rieck in der deutschsprachigen Erstaufführung des Theaterstücks Das Bündel (The Bundle) von Edward Bond; Regie führte Gerd Heinz.
Er spielte unter anderem den Paris in Romeo und Julia (Freie Volksbühne Berlin, Regie: Kurt Hübner, 1975), den Cleante in Tartuffe (Schauspielhaus Zürich, Regie: Jean-Pierre Ponnelle, mit Marlies Engel als Béline und Peter Ehrlich als Orgon, 1981), den Erhart Borkman in John Gabriel Borkmann (Schauspielhaus Zürich mit Renate Schroeter als Fanny Wilton, 1979) und den Fritz Lobheimer in Liebelei (Renaissance-Theater Berlin, Regie: Heribert Sasse, Partner: Hans Putz, Kitty Mattern, Spielzeit 1982/1983). 1987 trat Seebacher bei den Bad Hersfelder Festspielen auf. Er gastierte auch bei der Helmut Förnbacher Theater Company, u. a. 1997 als Roberto Miranda in Ariel Dorfmans Der Tod und das Mädchen, Regie: Thomas Blubacher.
Seit Anfang der 1990er Jahre wirkte Seebacher in zahlreichen Tourneetheaterproduktionen mit. In der Saison 1991/1992 spielte er den Mellefont in dem Trauerspiel Miss Sara Sampson; seine Partnerinnen waren Johanna Liebeneiner und Saskia Fischer. In der Spielzeit 1992/1993 verkörperte er die Rolle des Tom Wingfield in dem amerikanischen Psychodrama Die Glasmenagerie an der Seite von Gisela Uhlen und Renate Blume. 1998 spielte er bei den Festspielen Zürich unter der Regie von Thomas Blubacher die Titelrolle in Hugo von Hofmannsthals Jedermann. 2002 unternahm er eine Tournee mit der Boulevardkomödie Boeing-Boeing von Marc Camoletti in einer Inszenierung von Rolf von Sydow; seine Partnerin war Beatrice Richter. Seebacher spielte anschließend auf Tournee in zwei Stücken von Max Frisch: Biedermann und die Brandstifter (2005/2006) und Biografie: Ein Spiel (2007). 2007 übernahm er die Rolle des Sekretärs Linus in der Uraufführung des Theaterstücks Lioba, Lioba von Werner Wüthrich am Hoftheater Lyssach. In der Spielzeit 2010/2011 verkörperte er den Faust in einer Tourneeproduktion des Urfaust beim Tournee Theater Greve.
Ab den 1970er Jahren war Seebacher auch in einigen Kinofilmen und in Fernsehrollen zu sehen. 1980 und 1982 spielte er in zwei Tatort-Folgen des Norddeutschen Rundfunks den in Bremen ermittelnden  Kriminalhauptmeister bzw. Kommissar Piper. Von 1987 bis 1993 hatte er eine Hauptrolle in der ARD-Fernsehserie Moselbrück. Er spielte an der Seite von Liane Hielscher den Martin Zerfass, den Stiefsohn der verschuldeten Weingutserbin Hanna Zerfass. 1985 trat er in Salzburg in der ARD-Fernsehshow Einer wird gewinnen als Künstler auf.
Seebacher arbeitete auch als Sprecher für Hörspiele und Hörbücher. 1990 nahm er beim ORF eine Dreipersonenfassung des Romans Schuld und Sühne auf.
In den 1990er Jahren war Seebacher kurzzeitig mit der Schauspielerin Ingrid Steeger liiert.

## Filmografie (Auswahl)
- 1977: Mulligans Rückkehr
- 1978: Kommissariat 9 – Konjunkturbelebung
- 1980: Tatort: Streifschuß
- 1982: Tatort: Kindergeld
- 1985: Steig aus deinem Luftballon
- 1987–1993: Moselbrück
- 1992: Forsthaus Falkenau (Folge: Heimische Hölzer)